# Морслебен
Морслебен (нем. Morsleben) — деревня в Германии, в земле Саксония-Анхальт.
Входит в состав общины Ингерслебен района Бёрде. Население составляет 348 человек (на 31 декабря 2006 года). Занимает площадь 6,28 км². Расположена около границы с Нижней Саксонией.
Ранее деревня Морслебен имела статус общины (коммуны). 1 января 2010 года была объединена с соседними населёнными пунктами, образовав новую общину Ингерслебен.